# 清真城角寺
清真城角寺又称小西关清真寺，是中国甘肃省临夏回族自治州临夏市八坊十三巷较大的清真寺之一，属于八坊十二寺之一，位于临夏市西关街道小西关社区西关路1号，北大街广场北侧。2012年有信徒500多户，约2500多人。

## 历史
清真城角寺创建于明朝成化年间，仅略迟于临夏南关大寺，是临夏的第二座清真寺。因建于河州城的西南角而命名为城角寺。1928年春，冯玉祥的西北国民革命军驻河州镇守使赵希聘火烧八坊回民居住区，城角寺在此时遭焚毁。战乱结束后，于1933年得到修复。该寺在文革中也遭拆除。1980-1982年得到重建，礼拜大殿、唤醒阁仍为中国古典建筑风格，规模更为宏大，可容纳1600多人礼拜。2002年进行扩建。2009年又在大殿以北修建了小北楼。

## 建筑
清真城角寺于2006年公布为临夏市文物保护单位。